# لاواندا (کریمه)
لاواندا (به لاتین: Lavanda) یک منطقهٔ مسکونی در اوکراین است که در شهر الوشتا واقع شده‌است. لاواندا ۱٫۲ کیلومتر مربع مساحت و ۲۰۶ نفر جمعیت دارد و ۴۶۰ متر بالاتر از سطح دریا واقع شده‌است.